# Common Public License
Common Public License （コモンパブリックライセンス、CPL）は、IBM が提唱したオープンソース・ライセンスである。このライセンスは、Open Source Initiative (OSI) でオープンソース・ライセンスの1つとして認定されている。
CPL は、IBM のライセンスであったIBM Public License (IPL) を、一般的に利用できるように書き直したライセンスであり、有名なところとしては、Eclipse が過去に採用していた（現在では、Eclipse Public License (EPL)が使用されており、これも OSI で認定されている。)
CPL は、GNU Lesser Gereral Public License (LGPL) と似た形式を取っており、もともとのオリジナルに修正を加えた場合は、その部分のコードを公開する必要があるが、それを非オープンソースな製品に組み込み、商用に使用することが可能になっている。
オープンソースの商用化を推進し、その場合のオープンソースの提供元が不利益を被らないように保護するためのライセンスといえる。

## 参照
1. ↑  coinor-csdp, a package licensed under CPL